# Mandiroba
Mandiroba é um distrito do município de Sebastião Laranjeiras, pertencente ao estado brasileiro da Bahia. Está situado distante da sede do município cerca de 16 km de estrada de asfalto. Possui algumas ruas calçadas, escolas de educação infantil e ensino fundamental e PSF (Programa Saúde da Família).
Segundo IBGE 2010 sua população era de 1048 habitantes, o que representava aproximadamente 10% da população do município. Apesar desse número, não conta com nenhum morador que representa o distrito na câmara de vereadores na gestão 2013/2016
Na economia, destaca-se a criação de gado de corte e leiteiro, pequenas plantações de feijão, mandioca, hortaliças, cana de açúcar e frutas como laranja, banana, coco, maracujá, melancia e manga, destaca também o comércio que é sortido de quase 100% dos itens básico de consumo da população e material de construção.
Mesmo com o potencial de renda, a maioria da população depende de programas assistenciais dos governos, e também é grande o número de idosos que recebem benefícios do INSS.
É banhado pelo Rio Mandiroba que nasce nas montanhas oeste da Serra do Espinhaço, passando por Mandiroba, Assentamento Fazenda Nova, Fazenda Tabuas, dentre outras localidades, desaguando no Rio Verde.